# Letrado mayor del Senado
El letrado mayor del Senado, también llamado secretario general del Senado, es el jefe del los servicios administrativos que constituyen la Administración del Senado de España y es responsable ante el presidente de la Cámara. El letrado mayor asume la superior dirección de la asistencia, apoyo y asesoramiento jurídico, técnico y administrativo de los órganos de la Cámara, así como la jefatura superior de los servicios administrativos del Senado.
Es designado por la Mesa del Senado, a propuesta del presidente, entre funcionarios del Cuerpo de Letrados de las Cortes Generales y con una carrera de más de cinco años. Su cese puede ser acordado por la Mesa, por renuncia, por la pérdida de la condición de funcionario, por el pase a una situación distinta a la del servicio activo o por imposibilidad de ejercer el cargo.

## Dependencias
El letrado mayor es el máximo responsable de la administración parlamentaria del Senado, que recibe al denominación de Secretaría General. Directamente dependiente del letrado mayor, están los secretarios o letrados mayores adjuntos, que ejercen la jefatura inmediata de su ámbito de trabajo. Existen dos Secretarías Generales Adjuntas:
- El letrado mayor adjunto para Asuntos Parlamentarios, que asume la gestión y coordinación de la asistencia a todos los órganos parlamentarios, así como sustituir al letrado mayor cuando corresponda.
- El letrado mayor adjunto para Asuntos Administrativos, que asume la gestión y coordinación de todos los asuntos relativos al gobierno interno del Senado, recursos humanos, contratación e infraestructuras.

Por otra parte, el letrado mayor asume directamente los asuntos relativos a las relaciones con otras instituciones y administraciones, la seguridad de la Cámara, la asesoría en temas legales y judiciales a la Cámara y lo relativo a la fiscalización interna.

## Letrados mayores
Estos han sido los letrados desde la Transición:
- Nicolás Pérez-Serrano Jáuregui (1977-27 de abril de 1979)[3]
- Juan José Pérez Dobón (27 de abril de 1979-4 de enero de 1984)[3]
- José Manuel Serrano Alberca (4 de enero de 1984-23 de marzo de 1990)[4]
- Manuel Alba Navarro (23 de marzo de 1990-25 de julio de 2002)[5]
- Manuel Cavero Gómez (25 de julio de 2002-7 de noviembre de 2002). En funciones.[6]
- Manuel Cavero Gómez (7 de noviembre de 2002-19 de diciembre de 2023)[7]
- Fernando Dorado Frías (19 de diciembre de 2023- 19 de enero de 2024). En funciones.[8]
- Sara Sieira Mucientes (19 de enero de 2024-presente).[9]